# Francesco I. Gattilusio

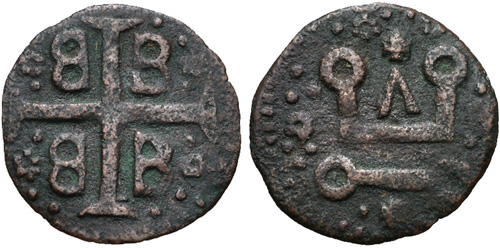
Eine Billonmünze (Denaro) des Francesco mit dem Tetragramm des byzantinischen Kaisers.

Francesco I. Gattilusio (eigentlich Francesco Gattilusio; * vermutlich um 1330; † 6. August 1384 auf Lesbos) war ein Patrizier aus Genua und seit 1355 Archon (Regent bzw. Herr) von Lesbos.
Er entstammte der angesehenen genuesischen Patrizierfamilie Gattilusio. Über Kindheit und Jugend ist kaum etwas bekannt. Später wurde er als Pirat und Söldner bekannt. Im Jahr 1354 traf er auf der Insel Tenedos ein und bot dem byzantinischen Kaiser Johannes V. Palaiologos seine Waffenhilfe in dessen Kampf gegen den Gegenkaiser Johannes VI. Kantakuzenos an. Nach dem Sieg von Kaiser Johannes V. Palaiologos erhielt Francesco Gattilusio vom Kaiser als Dank die Insel Lesbos als erbliche Herrschaft verliehen. Am 17. Juni 1355 trat er in der Inselhauptstadt Mytilene seine Herrschaft als Archon von Lesbos an. Um 1357 heiratete Francesco Gattilusio die Prinzessin Maria Palaiologina, die verwitwete Tochter des byzantinischen Kaisers Andronikos III. Palaiologos und dessen zweiter Frau Anna von Savoyen. Aus dieser Ehe gingen die drei Söhne Andronico, Domenico und Jacopo hervor.
Politisch war Francesco I., der in seinem Reich den venezianischen Regierungsstil kopierte, eng mit Byzanz verbunden. Er erreichte z. B., dass Kaiser Johannes V. in Verhandlungen mit dem Papst trat. Er nahm an der Seite des Kaisers auch an verschiedenen Feldzügen und Reisen teil. Ab 1373 kam es jedoch wegen der Annäherungspolitik von Byzanz an die Osmanen zu Spannungen zwischen Francesco und dem Kaiser. Nach der Absetzung von Johannes V. im Jahr 1376 konnte Francesco I. dann allerdings von der progenuesischen Politik des neuen Kaisers Andronikos IV. profitieren. So brachte er die Stadt Ainos in Thrakien in seine Gewalt und setzte seinen Bruder Niccolo I. Gattilusio als Herrn von Ainos ein. Als lukrative Einnahmequelle betrieb Francesco I. Gattilusio auch als Archon von Lesbos weiterhin die Seeräuberei.
Am 6. August 1384 kam Francesco I. Gattilusio mit seinen Söhnen Andronico und Domenico während eines Erdbebens auf der Insel Lesbos ums Leben. Zwar erbte seine Witwe Maria die Insel Lesbos, als Archon folgte ihm jedoch sein ca. 14-jähriger Sohn Jacopo, der den Namen Francesco II. annahm.